# Xã Ray, Quận Franklin, Indiana
Xã Ray (tiếng Anh: Ray Township) là một xã thuộc quận Franklin, tiểu bang Indiana, Hoa Kỳ. Năm 2010, dân số của xã này là 4.021 người.